# Cause for Alarm
Cause for Alarm é o segundo álbum de estúdio da banda Agnostic Front, lançado em 1986.
| Críticas profissionais                                                      | Críticas profissionais |
| Avaliações da crítica                                                       | Avaliações da crítica  |
| Fonte                                                                       | Avaliação              |
| --------------------------------------------------------------------------- | ---------------------- |
| Allmusic                                                                    | [ 1 ]                  |
| Esta tabela precisa de ser acompanhada por texto em prosa. Consulte o guia. |                        |

## Faixas
1. "The Eliminator" – 3:10
2. "Existence of Hate" – 2:18
3. "Time Will Come" – 1:22
4. "Growing Concern" – 4:10
5. "Your Mistake" – 1:26
6. "Out for Blood" – 2:13
7. "Toxic Shock" – 2:27
8. "Bomber Zee" – 2:28
9. "Public Assistance" – 2:44
10. "Shoot His Load" – 1:30

## Créditos
- Roger Miret – Vocal
- Vinnie Stigma – Guitarra
- Alex Kinon – Guitarra
- Rob Kabula – Baixo
- Louie Beatto – Bateria